# Lijst van BRL V6-coureurs
De lijst van BRL V6-coureurs geeft een overzicht van autocoureurs die uitkomen of uitkwamen in de klasse BRL V6.

## B
- Jeroen Bleekemolen

## D
- Donny Crevels

## E
- Sandor van Es

## G
- Marc Goossens

## L
- Jaap van Lagen

## M
- Donald Molenaar

## R
- Rintje Ritsma

## S
- Junior Strous